# Strut of Kings
Strut of Kings è il 40° album in studio del gruppo musicale statunitense Guided by Voices, pubblicato il 28 giugno 2024 da  Rockathon Records e Guided by Voices, Inc.

## Tracce
Testi e musiche di Robert Pollard.
1. Show Me the Castle – 4:25
2. Dear Onion – 1:47
3. This Will Go On – 2:09
4. Fictional Environment Dream – 3:55
5. Olympus Cock in Radiana – 2:50
6. Leaving Umbrella – 3:36
7. Cavemen Running Naked – 2:22
8. Timing Voice – 3:32
9. Bit of a Crunch – 4:42
10. Serene King – 3:14
11. Bicycle Garden – 3:07

## Formazione
- Bobby Bare Jr. – chitarra
- Doug Gillard – chitarra, arrangiamento archi
- Kevin March – batteria
- Robert Pollard – voce, chitarra
- Mark Shue – basso